# Fabián Yannantuoni
Fabián Alejandro Yannantuoni (Capitán Bermúdez, Provincia de Santa Fe; 17 de diciembre de 1979) es un piloto automovilismo de velocidad argentino. Inició en el karting, luego compitió en la Monomarca Gol (categoría promocional de la marca Volkswagen). Más tarde comenzó su incursión en categorías donde sería largamente reconocido: TC 2000/Súper TC 2000 y Turismo Nacional. Fue campeón de pilotos particulares en TC 2000 en 2010 y de Turismo Nacional en 2011.

## Biografía
Fabián Yannantuoni inició su carrera deportiva en 1995 promovido por su padre Juan Carlos Yannantuoni, quien en ese entonces era el crédito de Capitán Bermúdez a nivel nacional. Fue de él que heredó el apodo "Patito", por el cual se lo conoce popularmente. Luego de correr dos años en karting, en 1997 probó suerte en la Monomarca Gol. Dos años más tarde obtuvo el ascenso al Turismo Nacional.
En 1999 desembarcó en TC 2000, categoría en la que arrancó corriendo con Ford Escort. En sus años en la categoría también compitió con un Honda Civic, un Chevrolet Astra, un Ford Focus y un Renault Fluence.
Tanto en TC 2000 como en Turismo Nacional Yannantuoni obtuvo un buen número de victorias, siendo además el primer piloto en competir con la marca Honda en TN, cuando compitió en la Clase 2 con un Honda Civic hatchback.
Luego de competir durante cuatro años en el equipo Fineschi Racing, en 2004 Yannantuoni pone en pista un vehículo atendido por su familia, para luego ser fichado por el equipo oficial Honda Racing Petrobras, al cual llegó recibiendo el apoyo del piloto Juan Manuel Silva.
En 2007 cambia de marca y compite con un Chevrolet de manera particular. Cuando el equipo DTA Racing se fusiona con el equipo Edival Racing, Yannantuoni pasa a ser el piloto nº 1 del equipo. En 2008 regresa al Turismo Nacional y es gran protagonista con un Chevrolet Astra. En 2009, peleó palmo a palmo con su Chevrolet Astra el Campeonato TC 2000 de Pilotos Particulares, resignando el campeonato por un punto y debiendo conformarse con el subcampeonato.
En 2010 y tras el acuerdo del equipo DTA con la terminal francesa Peugeot, compite en TC 2000 con un Peugeot 307. La marca francesa también apostó por Yannantuoni en Turismo Nacional, brindándole la posibilidad de competir con el mismo modelo en esta categoría. Yannantuoni sacó provecho a esta alianza estratégica logrando el Campeonato TC 2000 de Pilotos Privados, tomándose revancha del 2009 y logrando su primer galardón a nivel nacional. Su ligamiento con la marca francesa continuaría en el año 2011 dentro del Turismo Nacional y no así en el TC 2000, donde tras cuatro años compitiendo de manera particular vuelve a ser convocado por un equipo oficial, siendo en esta oportunidad fichado por el nuevo equipo YPF Ford, ahora regenteado por la estructura del HAZ Racing Team. Si bien en TC 2000 no tendría un año brillante al comando del Ford Focus II, en la Clase 3 del TN volvería a exhibir un rendimiento superador, el cual le terminaría facilitando la obtención del campeonato de Turismo Nacional, sumando de esta forma su segundo galardón a nivel nacional.
Con la creación en el año 2012 del Súper TC 2000, Yannantuoni fue convocado para participar en esta nueva divisional por la Escudería Río de la Plata, la cual le confía la conducción de un Renault Fluence. Al mismo tiempo, continuaría su incursión en la Clase 3 del TN al comando del Peugeot 307. Tras esta temporada y con el arribo de la marca Renault de manera oficial a la Clase 3 del TN, Yannantuoni es contratado por la marca francesa, no solo para representarla en esta categoría, sino también para hacer lo propio en el Súper TC 2000, compitiendo en ambas categorías al comando de sendas unidades Renault Fluence.

## Resumen de carrera
| Temporada | Categoría                  | Equipo                                | Carreras     | Victorias    | Poles        | VR           | Podios       | Puntos       | Pos.         |
| --------- | -------------------------- | ------------------------------------- | ------------ | ------------ | ------------ | ------------ | ------------ | ------------ | ------------ |
| 1998      | Turismo Competición 2000   | Pianetto Competición                  | 8            | 0            | 0            | 0            | 0            | -            | -            |
| 1999      | Turismo Competición 2000   | Pianetto Competición                  | 11           | 0            | 0            | 0            | 0            | -            | -            |
| 2001      | Turismo Competición 2000   | Team Pro Racing                       | 14           | 0            | 0            | 0            | 0            | 18           | 19.º         |
| 2002      | Turismo Competición 2000   | Pro Racing Research                   | 12           | 0            | 0            | 1            | 0            | 42           | 13.º         |
| 2003      | Turismo Competición 2000   | Fineschi Racing                       | 12           | 1            | 0            | 1            | 2            | 52           | 10.º         |
| 2004      | Turismo Competición 2000   | Rosario Racing Honda Racing Petrobras | 14           | 1            | 2            | 1            | 2            | 82           | 8.º          |
| 2004      | Turismo Nacional - Clase 3 |                                       | 12           | 0            | 0            | 0            | 1            | 114          | 9.º          |
| 2005      | Turismo Competición 2000   | Honda Racing Petrobras                | 14           | 0            | 0            | 0            | 2            | 56           | 11.º         |
| 2005      | Turismo Nacional - Clase 3 | Fabián Yannantouni                    | 5            | 0            | 0            | 0            | 0            | 9            | 41.º         |
| 2006      | Turismo Competición 2000   | Honda Petrobas Podium                 | 14           | 0            | 0            | 0            | 0            | 44           | 12.º         |
| 2006      | Turismo Nacional - Clase 3 | Porfiri/Riva                          | 10           | 1            | 1            | 0            | 1            | 70           | 16.º         |
| 2007      | Turismo Competición 2000   | Edival Racing Team                    | 13           | 0            | 0            | 0            | 0            | 0            | 30.º         |
| 2007      | Turismo Nacional - Clase 3 |                                       | 11           | 2            | 0            | 0            | 5            | 191          | 3.º          |
| 2008      | Turismo Competición 2000   | DTA Power Tools                       | 14           | 0            | 0            | 0            | 0            | 13           | 16.º         |
| 2008      | Turismo Nacional - Clase 3 | Belloso                               | 11           | 1            | 3            | 0            | 3            | 185          | 4.º          |
| 2009      | Turismo Competición 2000   | DTA                                   | 10           | 0            | 0            | 0            | 0            | 26           | 14.º         |
| 2009      | Turismo Nacional - Clase 3 | Belloso Competición                   | 12           | 2            | 2            | 1            | 5            | 203          | 5.º          |
| 2009      | Top Race V6                |                                       | 1            | 0            | 0            | 0            | 0            | 0            | 25.º         |
| 2010      | Turismo Competición 2000   | Peugeot Cobra Team                    | 13           | 0            | 0            | 0            | 0            | 5.5          | 22.º         |
| 2010      | Turismo Nacional - Clase 3 | G Racing Car                          | 11           | 2            | 0            | 2            | 4            | 162          | 7.º          |
| 2011      | Turismo Competición 2000   | Ford YPF                              | 21           | 3            | 0            | 1            | 6            | 109          | 9.º          |
| 2011      | Turismo Nacional - Clase 3 | Vittal G Racing Car                   | 12           | 3            | 2            | 3            | 5            | 288          | 1.º          |
| 2012      | Súper TC 2000              | Escudería Río de la Plata             | 10           | 0            | 0            | 0            | 0            | 16.5         | 23.º         |
| 2012      | Turismo Nacional - Clase 3 | Vittal G Racing Car                   | 12           | 1            | 0            | 1            | 1            | 132          | 11.º         |
| 2013      | Súper TC 2000              | Renault Lo Jack Team                  | 12           | 0            | 0            | 0            | 1            | 69           | 13.º         |
| 2013      | Turismo Nacional - Clase 3 | Renault Sport TN                      | 12           | 0            | 1            | 2            | 1            | 87           | 16.º         |
| 2014      | Súper TC 2000              | Renault Lo Jack Team                  | 13           | 1            | 0            | 0            | 2            | 87           | 11.º         |
| 2014      | Turismo Nacional - Clase 3 | Renault Sport TN                      | 12           | 0            | 0            | 0            | 0            | 59           | 24.º         |
| 2015      | Súper TC 2000              | Team Peugeot Total Argentina          | 13           | 1            | 0            | 0            | 2            | 96           | 9.º          |
| 2015      | Turismo Nacional - Clase 3 | Vittal G Racing Car                   | 12           | 0            | 0            | 0            | 1            | 113          | 12.º         |
| 2016      | Súper TC 2000              | Team Peugeot Total Argentina          | 14           | 1            | 0            | 0            | 2            | 66           | 15.º         |
| 2016      | Turismo Nacional - Clase 3 | Team Peugeot Total Argentina          | 12           | 0            | 0            | 0            | 1            | 161          | 6.º          |
| 2016      | TC 2000                    | Escudería Fela                        | 1            | 1            | 0            | 0            | 1            | -            | -            |
| 2017      | Súper TC 2000              | Team Peugeot Total Argentina          | 13           | 1            | 1            | 1            | 1            | 78           | 13.º         |
| 2017      | Turismo Nacional - Clase 3 | Team Peugeot Total Argentina          | 12           | 2            | 0            | 0            | 2            | 154          | 7.º          |
| 2018      | Súper TC 2000              | Team Peugeot Total Argentina          | 19           | 0            | 0            | 0            | 2            | 75           | 11.º         |
| 2018      | Turismo Nacional - Clase 3 | Team Peugeot Total Argentina          | 12           | 0            | 0            | 0            | 0            | 164.5        | 8.º          |
| 2019      | Súper TC 2000              | Fiat Racing Team                      | 8            | 0            | 0            | 0            | 0            | 13           | 17.º         |
| 2019      | Turismo Nacional - Clase 3 | Fiat Racing Team TN                   | 12           | 0            | 0            | 1            | 0            | 120          | 13.º         |
| 2020      | Súper TC 2000              | Puma Energy Honda Racing              | 19           | 0            | 0            | 0            | 0            | 26           | 14.º         |
| 2020      | Turismo Nacional - Clase 3 | Chetta Racing                         | 7            | 0            | 0            | 0            | 0            | 36           | 23.º         |
| 2021      | Súper TC 2000              | Puma Energy Honda Racing              | 21           | 0            | 0            | 0            | 1            | 33           | 11.º         |
| 2021      | Turismo Nacional - Clase 3 | TB Racing Team                        | 11           | 1            | 2            | 0            | 1            | 136          | 16.º         |
| 2022      | TC2000                     | Puma Energy Honda Racing              | 22           | 1            | 1            | 1            | 2            | 85           | 10.º         |
| 2022      | Turismo Nacional - Clase 3 | TB Racing                             | 13           | 0            | 0            | 0            | 0            | 175.5        | 7.º          |
| 2023      | TCR South America          | Paladi Racing                         | Disputándose | Disputándose | Disputándose | Disputándose | Disputándose | Disputándose | Disputándose |
| 2023      | Turismo Nacional - Clase 3 | DTA Racing                            | Disputándose | Disputándose | Disputándose | Disputándose | Disputándose | Disputándose | Disputándose |
| Fuente:   |                            |                                       |              |              |              |              |              |              |              |

## Palmarés
| Título     | Categoría                              | Automóvil       | Año  |
| ---------- | -------------------------------------- | --------------- | ---- |
| Subcampeón | Campeonato TC 2000 de pilotos privados | Chevrolet Astra | 2009 |
| Campeón    | Campeonato TC 2000 de pilotos privados | Peugeot 307     | 2010 |
| Campeón    | Turismo Nacional Clase 3               | Peugeot 307     | 2011 |

## Resultados

### Turismo Competición 2000
| Año  | Equipo                 | Auto               | 1    | 2    | 3     | 4     | 5    | 6    | 7     | 8     | 9      | 10     | 11   | 12    | 13    | 14    | 15  | 16  | 17    | 18    | 19     | 20     | 21     | 22     | 23    | 24    | 25    | 26    | 27     | 28     | Res. | Puntos |
| ---- | ---------------------- | ------------------ | ---- | ---- | ----- | ----- | ---- | ---- | ----- | ----- | ------ | ------ | ---- | ----- | ----- | ----- | --- | --- | ----- | ----- | ------ | ------ | ------ | ------ | ----- | ----- | ----- | ----- | ------ | ------ | ---- | ------ |
| 1998 |                        |                    | AG I | AG I | MDP I | MDP I | RC I | RC I | SJU I | SJU I | OLA    | OLA    | GR   | GR    | PAR I | PAR I | BA  | BA  | BB    | BB    | SJU II | SJU II | MDP II | MDP II | RC II | RC II | AG II | AG II | PAR II | PAR II | -    | 0      |
| 1998 | Pianetto Competición   | Ford Escort V      |      |      |       |       |      |      |       |       |        |        |      |       |       |       |     |     |       |       |        |        | 15     | Ret    | 22†   | 18†   | 14    | Ret   | 17     | 14     | -    | 0      |
| 1999 |                        |                    | AG I | AG I | MDP   | MDP   | POS  | POS  | OLA   | OLA   | RC     | RC     | BA I | BA I  | BB    | BB    | TRE | TRE | AG II | AG II | GR     | GR     | RAF    | RAF    | PAR   | PAR   | SJO   | SJO   | BA II  | BA II  | -    | 0      |
| 1999 | Pianetto Competición   | Ford Escort V      |      |      |       |       |      |      |       |       | 18     | 11     | 16   | NL    | 16    | Ret   |     |     | Ret   | 13    |        |        | 18     | Ret    | 20    | Ret   |       |       |        |        | -    | 0      |
| 2001 |                        |                    | RAF  | RC   | BB    | SJU I | PAR  | BA I | OBE   | AG I  | SJO    | SJU II | MDA  | RES   | AG II | BA II |     |     |       |       |        |        |        |        |       |       |       |       |        |        | 19.º | 18     |
| 2001 | Team Pro Racing        | Honda Civic VI     | Ret  | 9    | Ret   | 14    | 8    | 9    | 7     | Ret   | Ret    | 11     | 10   | 13    | 6     | Ex.   |     |     |       |       |        |        |        |        |       |       |       |       |        |        | 19.º | 18     |
| 2002 |                        |                    | GR   | RC   | SJU I | BB    | RES  | OBE  | AG    | SAL   | SJU II | PAR    | BA   | SRA   | PIG   | MDP   |     |     |       |       |        |        |        |        |       |       |       |       |        |        | 13.º | 42     |
| 2002 | Pro Racing Research    | Honda Civic VI     | Ret  | 10   | 4     | 5     | 8    | 4    | 10    | 17†   | Ret    | 5      | 10   | Ret   |       |       |     |     |       |       |        |        |        |        |       |       |       |       |        |        | 13.º | 42     |
| 2003 |                        |                    | SL I | GR   | TRE   | SJU   | BB   | OBE  | RC    | SAL   | RES    | SR     | BA   | SL II | AG    | MDP   |     |     |       |       |        |        |        |        |       |       |       |       |        |        | 10.º | 52     |
| 2003 | Fineschi Racing        | Honda Civic VI     |      |      | 6     | Ret   | 20†  | 7    | 8     | 17†   | 2      | 1      | 10   | Ex.   | Ret   | 8     |     |     |       |       |        |        |        |        |       |       |       |       |        |        | 10.º | 52     |
| 2004 |                        |                    | GR   | VIE  | SJU   | PAR   | SL   | OBE  | AG    | CON   | RC     | SRA    | BB   | BA    | RAF   | MDP   |     |     |       |       |        |        |        |        |       |       |       |       |        |        | 8.º  | 82     |
| 2004 | Rosario Racing         | Honda Civic VI     | 5    | Ret  | 13†   |       |      |      |       |       |        |        |      |       |       |       |     |     |       |       |        |        |        |        |       |       |       |       |        |        | 8.º  | 82     |
| 2004 | Honda Racing Petrobras | Honda Civic VII    |      |      |       | 15†   | 8    | 7    | 14†   | 7     | 1      | 2      | 4    | 17†   | 11    | Ret   |     |     |       |       |        |        |        |        |       |       |       |       |        |        | 8.º  | 82     |
| 2005 |                        |                    | BA I | PAR  | VIE   | SJU   | OLA  | AG   | CUR   | OBE   | RAF    | SRA    | CON  | BA II | SL    | GR    |     |     |       |       |        |        |        |        |       |       |       |       |        |        | 11.º | 56     |
| 2005 | Honda Racing Petrobras | Honda Civic VII    | 7    | Ret  | 3     | 4     | Ret  | 15†  | 13    | 15    | Ret    | 3      | 18   | 4     | Ret   | Ret   |     |     |       |       |        |        |        |        |       |       |       |       |        |        | 11.º | 56     |
| 2006 |                        |                    | BA I | OLA  | CR    | VIE   | SFE  | SJU  | SRA   | RES   | CUR    | SMM    | GR   | BA II | OBE   | PAR   |     |     |       |       |        |        |        |        |       |       |       |       |        |        | 12.º | 43     |
| 2006 | Honda Petrobras Podium | Honda Civic VII    | 7    | 8    | Ret   | Ret   | Ret  | 10   | 5     | 6     | 9      | Ret    | Ret  | Ret   | Ret   | 18    |     |     |       |       |        |        |        |        |       |       |       |       |        |        | 12.º | 43     |
| 2007 |                        |                    | CR   | GR   | BB    | SMM   | SJU  | SP   | AG    | SFE   | SRA    | VIE    | BA   | OBE   | SL    | PDE   |     |     |       |       |        |        |        |        |       |       |       |       |        |        | -    | 0      |
| 2007 | Edival Racing Team     | Chevrolet Astra II | Ret  | Ret  | 15    | 18    | Ret  | 16   | 13    | NL    | Ret    | Ret    | 20†  |       |       |       |     |     |       |       |        |        |        |        |       |       |       |       |        |        | -    | 0      |
| 2007 | DTA                    | Chevrolet Astra II |      |      |       |       |      |      |       |       |        |        |      | Ret   |       | Ex.   |     |     |       |       |        |        |        |        |       |       |       |       |        |        | -    | 0      |
| 2008 |                        |                    | PAR  | SAL  | GR    | SFE   | SJU  | RES  | AG    | BA    | OBE    | TRH    | VIE  | SMM   | PDF   | PDE   |     |     |       |       |        |        |        |        |       |       |       |       |        |        | 16.º | 13     |
| 2008 | DTA Power Tools        | Chevrolet Astra II | Ret  | 12   | Ret   | Ret   | 10   | 8    | Ret   | 16†   | Ret    | Ret    | 18   | Ret   | Ret   | 12    |     |     |       |       |        |        |        |        |       |       |       |       |        |        | 16.º | 13     |
| 2009 |                        |                    | AG   | GR   | OBE   | SMM   | TRH  | RES  | BA    | CEN   | SFE    | SFE    | SJU  | SJU   | PDF   |       |     |     |       |       |        |        |        |        |       |       |       |       |        |        | 14.º | 26     |
| 2009 | DTA                    | Chevrolet Astra II | 9    | 14   | 8     | 14    | 16   | 21   | 9     | 9     | 6      | 5      | 11   | 9     | Ret   |       |     |     |       |       |        |        |        |        |       |       |       |       |        |        | 14.º | 26     |
| 2010 |                        |                    | PDE  | SMM  | GR    | AG    | RES  | TRH  | LR    | SFE   | SFE    | CEN    | OBE  | BA    | PDF   |       |     |     |       |       |        |        |        |        |       |       |       |       |        |        | 22.º | 5,5    |
| 2010 | Vittal DTA Team        | Peugeot 307        | 10   | 24   | 12    | 11    | Ret  | 10   | Ret   | Ret   | 7      | 22     | Ret  | 15    | 11    |       |     |     |       |       |        |        |        |        |       |       |       |       |        |        | 22.º | 5,5    |
| 2011 |                        |                    | GR   | SFE  | SFE   | SMM   | SJU  | RES  | AG    | TRH   | LPL    | TRE    | JUN  | PDF   | PAR   |       |     |     |       |       |        |        |        |        |       |       |       |       |        |        | 9.º  | 109    |
| 2011 | Ford YPF               | Ford Focus II      | 3    | 5    | 3     | Ret   | 13   | 28†  | 11    | 17    | 11     | 4      | 25   | 1     | Ret   |       |     |     |       |       |        |        |        |        |       |       |       |       |        |        | 9.º  | 109    |

#### Copa TC 2000
| Año  | Equipo               | Auto           | 1    | 2    | 3     | 4     | 5    | 6    | 7     | 8     | 9   | 10     | 11   | 12   | 13    | 14    | 15  | 16  | 17    | 18    | 19     | 20     | 21     | 22     | 23    | 24    | 25    | 26    | 27     | 28     | Res. | Puntos |
| ---- | -------------------- | -------------- | ---- | ---- | ----- | ----- | ---- | ---- | ----- | ----- | --- | ------ | ---- | ---- | ----- | ----- | --- | --- | ----- | ----- | ------ | ------ | ------ | ------ | ----- | ----- | ----- | ----- | ------ | ------ | ---- | ------ |
| 1998 |                      |                | AG I | AG I | MDP I | MDP I | RC I | RC I | SJU I | SJU I | OLA | OLA    | GR   | GR   | PAR I | PAR I | BA  | BA  | BB    | BB    | SJU II | SJU II | MDP II | MDP II | RC II | RC II | AG II | AG II | PAR II | PAR II | 7.º  | 54     |
| 1998 | Pianetto Competición | Ford Escort V  |      |      |       |       |      |      |       |       |     |        |      |      |       |       |     |     |       |       |        |        | 5      | Ret    | 4†    | 5†    | 4     | Ret   | 4      | 5      | 7.º  | 54     |
| 1999 |                      |                | AG I | AG I | MDP   | MDP   | POS  | POS  | OLA   | OLA   | RC  | RC     | BA I | BA I | BB    | BB    | TRE | TRE | AG II | AG II | GR     | GR     | RAF    | RAF    | PAR   | PAR   | SJO   | SJO   | BA II  | BA II  | 9.º  | 50     |
| 1999 | Pianetto Competición | Ford Escort V  |      |      |       |       |      |      |       |       | 6   | 4      | 7    | NL   | 6     | Ret   |     |     | Ret   | 3     |        |        | 5      | Ret    | 7     | Ret   |       |       |        |        | 9.º  | 50     |
| 2001 |                      |                | RAF  | RC   | BB    | SJU I | PAR  | BA I | OBE   | AG I  | SJO | SJU II | MDA  | RES  | AG II | BA II |     |     |       |       |        |        |        |        |       |       |       |       |        |        | 2.º  | 138    |
| 2001 | Team Pro Racing      | Honda Civic VI | Ret  | 2    | Ret   | 5     | 2    | 1    | 1     | Ret   | Ret | 1      | 3    | 5    | 1     | Ex.   |     |     |       |       |        |        |        |        |       |       |       |       |        |        | 2.º  | 138    |

#### Copa de Pilotos Privados
| Año  | Equipo          | Auto               | 1   | 2   | 3   | 4   | 5   | 6   | 7   | 8   | 9   | 10  | 11  | 12  | 13  | Res. | Puntos |
| ---- | --------------- | ------------------ | --- | --- | --- | --- | --- | --- | --- | --- | --- | --- | --- | --- | --- | ---- | ------ |
| 2009 |                 |                    | AG  | GR  | OBE | SMM | TRH | RES | BA  | CEN | SFE | SFE | SJU | SJU | PDF | 2.º  | 43     |
| 2009 | DTA             | Chevrolet Astra II | 4   | 7   | 2   | 6   | 6   | 10  | 1   | 2   | 1   | 1   | 2   | 2   | Ret | 2.º  | 43     |
| 2010 |                 |                    | PDE | SMM | GR  | AG  | RES | TRH | LR  | SFE | SFE | CEN | OBE | BA  | PDF | 1.º  | 43     |
| 2010 | Vittal DTA Team | Peugeot 307        | 1   | 5   | 1   | 1   | Ret | 1   | Ret | Ret | 1   | 4   | Ret | 2   | 1   | 1.º  | 43     |

#### Copa Endurance Series
| Año  | Equipo          | Auto               | 1   | 2   | 3   | Res. | Puntos |
| ---- | --------------- | ------------------ | --- | --- | --- | ---- | ------ |
| 2009 |                 |                    | TRH | BA  | PDF | 24.º | 2      |
| 2009 | DTA             | Chevrolet Astra II | 16  | 9   | Ret | 24.º | 2      |
| 2010 |                 |                    | TRH | CEN | BA  | 21.º | 1      |
| 2010 | Vittal DTA Team | Peugeot 307        | 10  | 22  | 14  | 21.º | 1      |

### Súper TC 2000
| Año  | Equipo                       | Auto            | 1    | 2    | 3     | 4     | 5    | 6    | 7     | 8     | 9      | 10     | 11    | 12    | 13    | 14    | 15    | 16  | 17   | 18   | 19    | 20    | 21    | 22   | Res. | Puntos |
| ---- | ---------------------------- | --------------- | ---- | ---- | ----- | ----- | ---- | ---- | ----- | ----- | ------ | ------ | ----- | ----- | ----- | ----- | ----- | --- | ---- | ---- | ----- | ----- | ----- | ---- | ---- | ------ |
| 2012 |                              |                 | AG   | BA   | ROS   | SJU   | GR   | OBE  | RAF   | SMM   | RC     | SFE    | SFE   | SAL   | PDF   |       |       |     |      |      |       |       |       |      | 23.º | 16,5   |
| 2012 | Escudería Río de la Plata    | Renault Fluence |      |      | 12    | 14    | Ret  | Ret  | Ret   | 16    | Ret    | 14     | 6     | 14    |       |       |       |     |      |      |       |       |       |      | 23.º | 16,5   |
| 2013 |                              |                 | BA   | ROS  | SJU   | TOA   | AG   | TRH  | JUN   | SFE   | GR     | LP     | SMM   | PDF   |       |       |       |     |      |      |       |       |       |      | 13.º | 69     |
| 2013 | Renault Lo Jack Team         | Renault Fluence | 12   | 7    | 16    | 18    | 13   | 15   | Ret   | 6     | 8      | 8      | Ret   | 2     |       |       |       |     |      |      |       |       |       |      | 13.º | 69     |
| 2014 |                              |                 | RAF  | VIE  | AG    | ROS   | TOA  | BA   | RES   | SFE   | SFE    | SJU    | TRH   | COD   | PDF   |       |       |     |      |      |       |       |       |      | 11.º | 87     |
| 2014 | Renault Lo Jack Team         | Renault Fluence | 15   | 8    | 3     | Ret   | 11   | Ret  | 14    | 11    | Ret    | 12     | 1     | 13†   | 9     |       |       |     |      |      |       |       |       |      | 11.º | 87     |
| 2015 |                              |                 | JUN  | ROS  | OBE   | TRH   | RAF  | SL I | SFE   | SFE   | TOA    | GR     | SMM   | AG    | SL II |       |       |     |      |      |       |       |       |      | 9.º  | 96     |
| 2015 | Team Peugeot Total Argentina | Peugeot 408 I   | Ret  | 9    | 14    | 20†   | 19†  | 3    | Ret   | Ret   | 12     | 13     | 11    | 1     | 7     |       |       |     |      |      |       |       |       |      | 9.º  | 96     |
| 2016 |                              |                 | TRE  | ROS  | SMM   | AG I  | TRH  | OBE  | BA    | SFE   | SFE    | TOA    | SJU   | GR    | GR    | AG II |       |     |      |      |       |       |       |      | 15.º | 66     |
| 2016 | Team Peugeot Total Argentina | Peugeot 408 I   | 12   | Ret  | 2     | Ret   | 1    | 20†  | Ret   | 11    | 10     | 15     | Ret   | Ret   | 12    | Ret   |       |     |      |      |       |       |       |      | 15.º | 66     |
| 2017 |                              |                 | BA I | PDF  | SMM   | ROS   | ROS  | TRH  | RAF   | OBE   | SFE    | SFE    | BA II | SJU   | GR    | AG    |       |     |      |      |       |       |       |      | 13.º | 78     |
| 2017 | Team Peugeot Total Argentina | Peugeot 408 I   | Ret  | 10   | 1     | 8     | Ret  | 6    | 25†   | Ex.   | Ret    | 12     | 21†   | Ret   | 11    | 8     |       |     |      |      |       |       |       |      | 13.º | 78     |
| 2018 |                              |                 | BA I | ROS  | ROS   | SMM   | PDF  | RAF  | SJU   | OBE   | SFE    | SFE    | TRH   | SNI   | BA II | AG    |       |     |      |      |       |       |       |      | 11.º | 75     |
| 2018 | Team Peugeot Total Argentina | Peugeot 408 I   | 7    | 6    | 7     | 12    | 16   | Ret  | 3     | Ret   | 15†    | 8      | 6     | 14    | 6     | 14    |       |     |      |      |       |       |       |      | 11.º | 75     |
| 2019 |                              |                 | AG   | GR   | VIL   | ROS   | PAR  | SAL  | SNI   | SJU   | SMM    | SMM    | BA    | RC    | CEN   |       |       |     |      |      |       |       |       |      | 17.º | 8      |
| 2019 | Fiat Racing Team STC2000     | Fiat Tipo II    | 16   | 7    | Ret   | 14    | 13   | 8    | Ret   | Ret   | Ret    | 10     | 16    | 16    | 15    |       |       |     |      |      |       |       |       |      | 17.º | 8      |
| 2020 |                              |                 | BA I | BA I | BA II | BA II | AG I | AG I | AG II | AG II | BA III | BA III | BA IV | BA IV | RC    | RC    | PAR   | PAR | BA V | BA V | BA VI |       |       |      | 15.º | 26     |
| 2020 | Puma Energy Honda Racing     | Honda Civic X   | 23†  | 14   | Ret   | 7     | 10   | 8    | 13    | 6     | 10     | 6      | 8     | 12    | 12    | 15†   | 11    | 9   | 18   | 12   | 9     |       |       |      | 15.º | 26     |
| 2021 |                              |                 | BA I | BA I | BA II | BA II | AG   | AG   | SNI   | SNI   | BA III | BA III | PAR   | PAR   | TOA   | TOA   | BA IV | VIL | VIL  | ROS  | ROS   | AG II | AG II | BA V | 11.º | 33     |
| 2021 | Puma Energy Honda Racing     | Honda Civic X   | 11   | 16   | 8     | 9     | 7    | Ret  | Ex.   | 13    | 3      | Ret    | 4     | 13    | 4     | 8     | Ret   | 19† | 9    | 8    | 5     | 10    | 5     | 17   | 11.º | 33     |

### TC 2000
| Año  | Equipo         | Auto           | 1   | 2   | 3     | 4     | 5    | 6    | 7   | 8   | 9  | 10 | 11  | 12  | 13    | 14    | 15     | 16     | 17  | 18  | 19 | 20 | 21 | 22  | 23  | Res. | Puntos |
| ---- | -------------- | -------------- | --- | --- | ----- | ----- | ---- | ---- | --- | --- | -- | -- | --- | --- | ----- | ----- | ------ | ------ | --- | --- | -- | -- | -- | --- | --- | ---- | ------ |
| 2016 |                |                | SMM | SMM | CON I | CON I | BA I | BA I | SJO | SJO | LP | LP | CDU | CDU | BA II | BA II | CON II | CON II | RAF | RAF | AG | RC | RC | PAR | PAR | -    | -      |
| 2016 | Escudería Fela | Ford Focus III |     |     |       |       |      |      |     |     |    |    |     |     |       |       |        |        |     |     | 1  |    |    |     |     | -    | -      |

### TCR South America
| Año  | Equipo          | Auto                   | 1     | 2   | 3   | 4   | 5   | 6      | 7      | 8   | 9   | 10  | 11  | 12  | 13  | 14  | 15  | 16  | 17  | 18  | 19  | Res. | Puntos |
| ---- | --------------- | ---------------------- | ----- | --- | --- | --- | --- | ------ | ------ | --- | --- | --- | --- | --- | --- | --- | --- | --- | --- | --- | --- | ---- | ------ |
| 2023 |                 |                        | AG    | AG  | ROS | ROS | TRH | INT    | RIV    | RIV | EPI | EPI | LAP | LAP | VLP | VLP | VEL | VEL | CAS | CAS |     | 8°   | 253    |
| 2023 | Paladini Racing | Toyota Corolla GRS TCR | Ret   | DSQ | 11  | 6   | 19  | 5      | Ret    | 9   | Ret | 11  | 1   | Ret | 6   | 1   | 5   | Ret | 5   | 3   |     | 8°   | 253    |
| 2024 |                 |                        | INT I | CAS | CAS | VEL | VEL | INT II | INT II | EPI | EPI | MER | MER | TBD | TBD | BUE | BUE | TRH | TRH | ROS | ROS | °    |        |
| 2024 | Paladini Racing | Toyota Corolla GRS TCR | 9†    | 8   | 1   | Ret | DNS | 4      | 3      |     |     |     |     |     |     |     |     |     |     |     |     | °    |        |

### TCR Brasil
| Año  | Equipo          | Auto                   | 1     | 2   | 3   | 4   | 5   | 6   | 7   | 8      | 9      | 10  | 11  | Pos. | Pts. |
| ---- | --------------- | ---------------------- | ----- | --- | --- | --- | --- | --- | --- | ------ | ------ | --- | --- | ---- | ---- |
| 2023 |                 |                        | INT   | RIV | RIV | VLP | VLP | VEL | VEL | VEL    | VEL    | CAS | CAS | 6°   | 213  |
| 2023 | Paladini Racing | Toyota Corolla GRS TCR | 5     | Ret | 5   | 5   | 1   | 4   | 7   | 5      | Ret    | 4   | 3   | 6°   | 213  |
| 2024 |                 |                        | INT I | CAS | CAS | CAS | CAS | VEL | VEL | INT II | INT II | BUE | BUE | °    |      |
| 2024 | Paladini Racing | Toyota Corolla GRS TCR | 8†    | 9   | 11  | 7   | 1   | Ret | DNS | 4      | 3      |     |     | °    |      |

### TCR World Tour
(Clave) (negrita indica pole position) (cursiva indica vuelta rápida)

| Año  | Equipo          | Auto                   | 1   | 2   | 3   | 4   | 5   | 6   | 7   | 8   | 9   | 10  | 11  | 12  | 13  | 14  | 15  | 16  | 17  | 18  | 19  | 20  | Pos. | Pts. |
| ---- | --------------- | ---------------------- | --- | --- | --- | --- | --- | --- | --- | --- | --- | --- | --- | --- | --- | --- | --- | --- | --- | --- | --- | --- | ---- | ---- |
| 2023 |                 |                        | POR | POR | SPA | SPA | VAL | VAL | HUN | HUN | EPI | EPI | LAP | LAP | SID | SID | SID | BAT | BAT | BAT | MAC | MAC | 27°  | 18   |
| 2023 | Paladini Racing | Toyota Corolla GRS TCR |     |     |     |     |     |     |     |     | Ret | 20  | 5   | Ret |     |     |     |     |     |     |     |     | 27°  | 18   |
| 2024 |                 |                        | VAL | VAL | MAR | MAR | MID | MID | INT | INT | EPI | EPI | ZHU | ZHU | MAC | MAC |     |     |     |     |     |     | °    |      |
| 2024 | Paladini Racing | Toyota Corolla GRS TCR |     |     |     |     |     |     | 14  | 12  |     |     |     |     |     |     |     |     |     |     |     |     | °    |      |